# Klaus Berntsen
Pour les articles homonymes, voir Berntsen.
Klaus Berntsen né le 12 juin 1844 mort le 27 mars 1927 à Copenhague est un homme d'État danois. Il est premier ministre du Danemark de juillet 1910 à juin 1913.

## Biographie
Il est élu député à la première chambre (Folketing) du Parlement danois de 1873 à 1884 et de nouveau de 1886 à 1926.